# Al-Ikhlāṣ

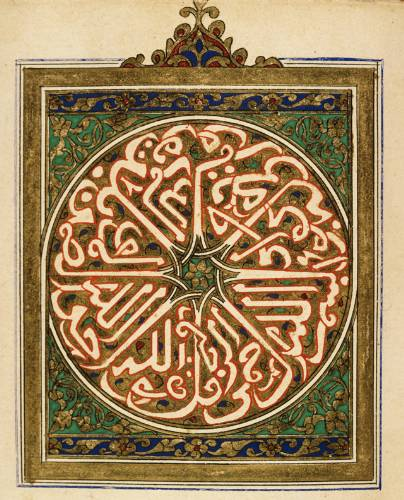
La sūra al-Ikhlāṣ in un esemplare calligrafico del XVIII secolo

Al-Ikhlas (La Purezza della Fede) è la centododicesima Sura del Corano, una sura meccana composta da 4 versetti. È una delle sura più brevi del Corano ma estremamente significativa per la sua chiara affermazione della fede monoteista e della natura unica di Dio (tawḥīd).

## Contenuto
- Affermazione della Purezza di Dio: La sura inizia con l'affermazione che Dio è unico e indivisibile, senza simili o pari.
- Rifiuto dell'Associare Divinità a Dio: Viene dichiarato il rifiuto di associare divinità a Dio, sottolineando la sua unicità e la sua natura senza confronti.
- Descrizione della Natura di Dio: Viene descritta la natura di Dio come eterna e senza principio né fine, senza bisogno di nutrimento o essere nutrito.

## Analisi
La Sura Al-Ikhlas è significativa perché sintetizza in modo chiaro e conciso il concetto fondamentale del monoteismo nell'Islam. Essa afferma che Dio è unico nella sua divinità, libero da qualsiasi divisione o associazione, e senza bisogno di nutrimento o essere nutrito. La sura offre quindi una comprensione chiara e semplice della natura di Dio e della sua relazione con l'umanità, invitando i credenti a adorarlo in modo esclusivo e senza associare a Lui alcun partner. Inoltre, la Sura Al-Ikhlas è spesso recitata nei momenti di preghiera e di adorazione, sottolineando la sua importanza nel culto quotidiano dei musulmani.
Tratta il tema del tawḥīd, ossia dell'unità e unicità di Dio, e rigetta apertamente la Trinità. Assieme alla sura aprente e alle sure apotropaiche, costituisce una delle sure più conosciute ed è spesso parte della preghiera dei musulmani.

## Testo

### Arabo
1. قُلْ هُوَ اللَّهُ أَحَدٌ
2. اللَّهُ الصَّمَدُ
3. لَمْ يَلِدْ وَلَمْ يُولَدْ
4. وَلَمْ يَكُن لَّهُ كُفُوًا أَحَدٌ

### Traslitterazione
1. qul huwa Allāhu aḥad
2. Allāhu ṣ-ṣamad
3. Lam yalid wa-lam yūlad
4. wa-lam yakun lahu kufuwan aḥad

### Traduzione
1. Di': Egli, Dio, è uno
2. Dio l'eterno;
3. non ha generato, non è stato generato
4. e nessuno è uguale a Lui.